# Единая система программной документации
Единая система программной документации (ЕСПД) — система государственных стандартов Российской Федерации, устанавливающих взаимосвязанные правила разработки, оформления и обращения программ и программной документации.
В стандартах ЕСПД устанавливают требования, регламентирующие разработку, сопровождение, изготовление и эксплуатацию программ, что обеспечивает возможность:
- унификации программных изделий для взаимного обмена программами и применения ранее разработанных программ в новых разработках;
- снижения трудоёмкости и повышения эффективности разработки, сопровождения, изготовления и эксплуатации программных изделий;
- автоматизации изготовления и хранения программной документации.

Сопровождение программы включает анализ функционирования, развитие и совершенствование программы, а также внесение изменений в неё с целью устранения ошибок.
Поскольку ЕСПД представляет собой набор ГОСТов, в настоящее время её применение на территории РФ носит только рекомендательный характер, то есть ЕСПД применяется на добровольной основе, если иное не предусмотрено договором, контрактом, отдельными законами, решением суда и другим подобным документом.

## Классификация
Стандарты ЕСПД подразделяют на группы, приведённые в таблице.
| Код группы | Наименование группы                              |
| ---------- | ------------------------------------------------ |
| 0          | Общие положения                                  |
| 1          | Основополагающие стандарты                       |
| 2          | Правила выполнения документации разработки       |
| 3          | Правила выполнения документации изготовления     |
| 4          | Правила выполнения документации сопровождения    |
| 5          | Правила выполнения эксплуатационной документации |
| 6          | Правила обращения программной документации       |
| 7          | Резервная группа                                 |
| 8          | Резервная группа                                 |
| 9          | Прочие стандарты                                 |

## Перечень стандартов, входящих в ЕСПД
В ЕСПД входят следующие стандарты:
- ГОСТ 19.001—77 «Единая система программной документации. Общие положения»
- ГОСТ 19.005—85 «Единая система программной документации. Р-схемы алгоритмов и программ. Обозначения условные графические и правила выполнения»
- ГОСТ 19.101—2024 «Единая система программной документации. Виды программ и программных документов»
- ГОСТ 19.102—77 «Единая система программной документации. Стадии разработки»
- ГОСТ 19.103—77 «Единая система программной документации. Обозначения программ и программных документов»
- ГОСТ 19.104—78 «Единая система программной документации. Основные надписи»
- ГОСТ 19.105—78 «Единая система программной документации. Общие требования к программным документам»
- ГОСТ 19.106—78 «Единая система программной документации. Требования к программным документам, выполненным печатным способом»
- ГОСТ 19.201—78 «Единая система программной документации. Техническое задание. Требования к содержанию и оформлению»
- ГОСТ 19.202—78 «Единая система программной документации. Спецификация. Требования к содержанию и оформлению»
- ГОСТ 19.301—79 «Единая система программной документации. Программа и методика испытаний. Требования к содержанию и оформлению»
- ГОСТ 19.401—78 «Единая система программной документации. Текст программы. Требования к содержанию и оформлению»
- ГОСТ 19.402—78 «Единая система программной документации. Описание программы»
- ГОСТ 19.403—79 «Единая система программной документации. Ведомость держателей подлинников»
- ГОСТ 19.404—79 «Единая система программной документации. Пояснительная записка. Требования к содержанию и оформлению»
- ГОСТ 19.501—78 «Единая система программной документации. Формуляр. Требования к содержанию и оформлению»
- ГОСТ 19.502—78 «Единая система программной документации. Описание применения. Требования к содержанию и оформлению»
- ГОСТ 19.503—79 «Единая система программной документации. Руководство системного программиста. Требования к содержанию и оформлению»
- ГОСТ 19.504—79 «Единая система программной документации. Руководство программиста. Требования к содержанию и оформлению»
- ГОСТ 19.505—79 «Единая система программной документации. Руководство оператора. Требования к содержанию и оформлению»
- ГОСТ 19.506—79 «Единая система программной документации. Описание языка. Требования к содержанию и оформлению»
- ГОСТ 19.507—79 «Единая система программной документации. Ведомость эксплуатационных документов»
- ГОСТ 19.508—79 «Единая система программной документации. Руководство по техническому обслуживанию. Требования к содержанию и оформлению»
- ГОСТ 19.601—78 «Единая система программной документации. Общие правила дублирования, учета и хранения»
- ГОСТ 19.602—78 «Единая система программной документации. Правила дублирования, учета и хранения программных документов, выполненных печатным способом»
- ГОСТ 19.603—78 «Единая система программной документации. Общие правила внесения изменений»
- ГОСТ 19.604—78 «Единая система программной документации. Правила внесения изменений в программные документы, выполненные печатным способом»
- ГОСТ 19.701—90 (ИСО 5807—85) «Единая система программной документации. Схемы алгоритмов, программ, данных и систем. Обозначения условные и правила выполнения»